# Фијат крома (2005)
Фијат крома (итал. Fiat Croma) је аутомобил који је производила италијанска фабрика аутомобила Фијат од 2005. до 2010. године.

## Историјат
Представљен је на сајму аутомобила у Женеви марта 2005. године. Фијат је представио аутомобил само у караванској верзији, који подсећа на стило, поново оживљавајући назив крома. Крому је дизајнирао, као и прву генерацију, Italdesign Ђорђета Ђуђара, а шасија је обезбеђена сарадњом са Џенерал моторсом. Крома (интерне ознаке 194) заснована је на продуженој верзији GM Epsilon платформе која дели компоненте са Опел вектром и Сабом 9-3.
Аутомобил је замишљен да задовољи потребе возача заинтересованих за свестран и простран аутомобил, погодан за породицу. Фијат крома је мало виши од остатка конкуренције па је и положај седишта нешто усправнији, али се због тога лакше улази и излази из аутомобила. У унутрашњости се може удобно сместити 5 одраслих особа са пртљагом. Аутомобил је удобан како на краћим, тако и на дужим путовањима и јако добро упија неравнине на путу. Кључ за паљење (контакт брава) био је постављен у централном тунелу, ово техничко решење користи се већ неколико деценија од стране произвођача аутомобила Саб, од кога је преузето. Капацитет пртљажног простора је 500 литара, а спуштањем задњих седишта капацитет пртљага је 1.600 литара.
Крома је имала веома добру безбедносну опрему, седам ваздушних јастука, укључујући и ваздушни јастук за колена возача, а у стандардној опреми је имала и АБС и електронску контролу стабилности. Опционо, могла је бити опремљена и са двозонском аутоматском климом, темпоматом, сателитском навигацијом, блутут звучницима, ДВД плејером за путнике страга и аутоматским секвенцијалним мењачем. На европским тестовима судара 2005. године, крома је добила максималних пет звездица за безбедност одраслих путника и четири звездице за заштиту деце.
На сајму аутомобила у Болоњи децембра 2007. године представљена је рестилизована крома. Доноси потпуно редизајниран предњи крај, који подсећа на већ виђена решења на моделима гранде пунто и браво (светла, маска, браници). Осим нових предњих светала и маске, крома доноси и другачије прагове, више хрома на оквирима прозора, нови браник и спојлер позади, а у унутрашњости нови управљач, ревидирани панел са инструментима и нове, квалитетније материјале.

## Мотори
| Модел                 | Мотор     | Запремина | Снага           | Мењач        | Емисија CO2 | 0–100 km/h | Брзина   |
| --------------------- | --------- | --------- | --------------- | ------------ | ----------- | ---------- | -------- |
| 1.8 Ecotec 16V        | R4 бензин | 1.796 cm³ | 103 kW (138 КС) | 5° мануелни  | 173 g/km    | 10,2 сек.  | 206 km/h |
| 2.2 Ecotec 16V        | R4 бензин | 2.198 cm³ | 108 kW (145 КС) | 5° мануелни  | 199 g/km    | 10,1 сек.  | 210 km/h |
| 2.2 Ecotec 16V        | R4 бензин | 2.198 cm³ | 108 kW (145 КС) | 6° аутоматик | 222 g/km    | 10,7 сек.  | 205 km/h |
| 1.9 Multijet 8V       | R4 дизел  | 1.910 cm³ | 88 kW (118 КС)  | 6° мануелни  | 157 g/km    | 11,3 сек.  | 195 km/h |
| 1.9 Multijet PurO2 8V | R4 дизел  | 1.910 cm³ | 88 kW (118 КС)  | 6° мануелни  | 140 g/km    | 11,3 сек.  | 195 km/h |
| 1.9 Multijet 16V      | R4 дизел  | 1.910 cm³ | 110 kW (150 КС) | 6° мануелни  | 157 g/km    | 9,6 сек.   | 210 km/h |
| 1.9 Multijet 16V      | R4 дизел  | 1.910 cm³ | 110 kW (150 КС) | 6° аутоматик | 187 g/km    | 9,9 сек.   | 205 km/h |
| 2.4 Multijet 20V      | R5 дизел  | 2.387 cm³ | 147 kW (197 КС) | 6° аутоматик | 191 g/km    | 8,5 сек.   | 216 km/h |

## Галерија
- Предњи део, после редизајна
- Задњи део, после редизајна
- Задњи део, пре редизајна
- Унутрашњост